# 별 하나 나 하나 (1977년 드라마)
《별 하나 나 하나》는 MBC에서 1977년 4월 4일부터 1977년 6월 21일까지 방영한 어린이 연속극이다.

## 등장 인물
- 김재현
- 김지훈
- 윤진영
- 전호진
- 김형중
- 현주
- 신충식
- 정혜선
- 전운
- 나문희
- 김소원
- 이효춘